# 柯蒂斯 (佛羅里達州)
柯蒂斯（英語：Curtis）是位於美國佛羅里達州吉爾克里斯特縣的一個人口普查指定地區。

## 地理
柯蒂斯的座標為29°44′13″N 82°53′53″W / 29.73694°N 82.89806°W，而該地最高點為海拔高度18米（即59英尺）。

## 人口
根據2010年美國人口普查的數據，柯蒂斯的面積為5.00平方千米，當中陸地面積為5.00平方千米，而水域面積為5.00平方千米。當地共有人口500人，而人口密度為每平方千米100人。